# Tipula (Eumicrotipula) immorsa
Tipula (Eumicrotipula) immorsa is een tweevleugelige uit de familie langpootmuggen (Tipulidae). De soort komt voor in het Neotropisch gebied.